# Christopher Koch
Pour les articles homonymes, voir Koch.
Œuvres principales
- L'Année de tous les dangers (1978)
- Doubleman (1985)
- Les Rizières rouges (1996)

Christopher Koch, qui utilise souvent la signature C. J. Koch, né le 16 juillet 1932 à Hobart en Tasmanie et mort dans la même ville le 23 septembre 2013, est un écrivain australien, essentiellement connu pour son roman L'Année de tous les dangers (The Year of Living Dangerously), publié en 1978 et adapté au cinéma sous le même titre en 1982 par Peter Weir. Il est fait Officier de l'Ordre d'Australie en 1995 pour sa contribution à la littérature australienne.

## Biographie
Natif de Hobart, il suit ses études à l'Université de Tasmanie. Une fois diplômé, il intègre l'Australian Broadcasting Corporation (ABC) où il travaille comme journaliste. Il effectue plusieurs voyages à travers l'Asie et l'Europe et s'établit quelques années à Londres, où il exerce notamment la profession d'enseignant. C'est durant ses années londoniennes qu'il travaille sur son premier roman, The Boys in the Island. Christopher quitte le pays pour ne pas avoir à effectuer son service militaire dans l'Armée de terre britannique. Il s'établit à Sydney et y travaille comme producteur pour la radio ABC.
En 1959, il se marie avec Irene Vilnois et de leur union naît un fils, Gareth Koch, en 1962.
Il publie plusieurs poèmes dans l'hebdomadaire The Bulletin et le journal Southerly. Son premier roman, The Boys in the Island, est publié en Angleterre, où il l'avait laissé à son agent avant son départ pour la Tasmanie. L'œuvre reçoit des critiques positives, ce qui convainc Koch de se consacrer pleinement à son activité d'écrivain en 1972.
Son roman L'Année de tous les dangers (The Year of Living Dangerously), publié en 1978, connaît un grand succès et est adapté en film par Peter Weir, avec les acteurs Mel Gibson, Linda Hunt et Sigourney Weaver. Le livre, dont l'action se déroule à Jakarta en Indonésie, est inspiré de l'expérience du frère de Christopher, Philip Koch, quand ce dernier exerçait la profession de journaliste sous le régime de Soekarno.
Christopher Koch est récompensé à deux reprises par le Prix Miles Franklin : la première en 1985 pour son roman Doubleman (The Doubleman) et la seconde en 1996 pour Les Rizières rouges (Highways to a War).
Il se remarie dans le courant des années 1990 avec Robin Whyte-Butler.
Christopher Koch décède le 23 septembre 2013 dans sa ville natale de Hobart, des suites d'un cancer.

## Œuvre

### Romans
- Across the Sea Wall (Heinemann, 1965)
- The Year of Living Dangerously (Nelson, 1978) Publié en français sous le titre L'Année de tous les dangers, traduit par Denis Authier, Paris, Presses de la Renaissance, 1985  (ISBN 2-85616-332-7)
- The Doubleman (Chatto and Windus, 1985) Publié en français sous le titre Doubleman, traduit par Éléonore Bakhtadzé, Paris, Presses de la Renaissance, 1986  (ISBN 2-85616-373-4)
- Highways to a War (Heinemann, 1995) Publié en français sous le titre Les Rizières rouges, traduit par Christian Séruzier, Paris, Éditions Autrement, 2001  (ISBN 2-7467-0054-9)
- Out of Ireland (Doubleday, 1999)
- The Memory Room (2007)
- Lost Voices (2012)

### Ouvrage de littérature d'enfance et de jeunesse
- The Boys in the Island (1958, version révisée, éd., Angus & Robertson, 1974) Publié en français sous le titre Les Garçons de l'île, traduit par Éléonore Bakhtadzé, Paris, L'École des Loisirs, coll. Majeur, 1989  (ISBN 2-211-03896-4) ; réédition, Paris, L'École des Loisirs, coll. Médium poche, 1990  (ISBN 2-211-07903-2)

### Essais
- Crossing the Gap: a novelist’s essays (Hogarth Press, 1993)

## Prix et distinctions
- Prix Miles Franklin 1985 pour Doubleman (The Doubleman)
- Prix Miles Franklin 1996 pour Les Rizières rouges (Highways to a War)